# Niewiadów N-126
Niewiadów N-126 – polska przyczepa kempingowa produkowana od 1973 roku do chwili obecnej; początkowo przez Zakłady Sprzętu Domowego i Turystycznego „PREDOM-PRESPOL” w Niewiadowie, a następnie (od lipca 1986) przez Zakłady Sprzętu Precyzyjnego „Niewiadów”. 
Prototyp przyczepy zaprezentowano na Międzynarodowych Targach Poznańskich w 1972 roku, po czym został on jeszcze przeprojektowany pod kątem użytkowym i wzorniczym przez plastyka przemysłowego Janusza Zygadlewicza. Oznaczenie pochodzi od Polskiego Fiata 126p, dla którego początkowo była przeznaczona, i który mógł ją holować. Przewidywana cena przyczepy w chwili rozpoczęcie produkcji w 1973 roku wynosiła 28 tys. zł.

## Charakterystyka[2]

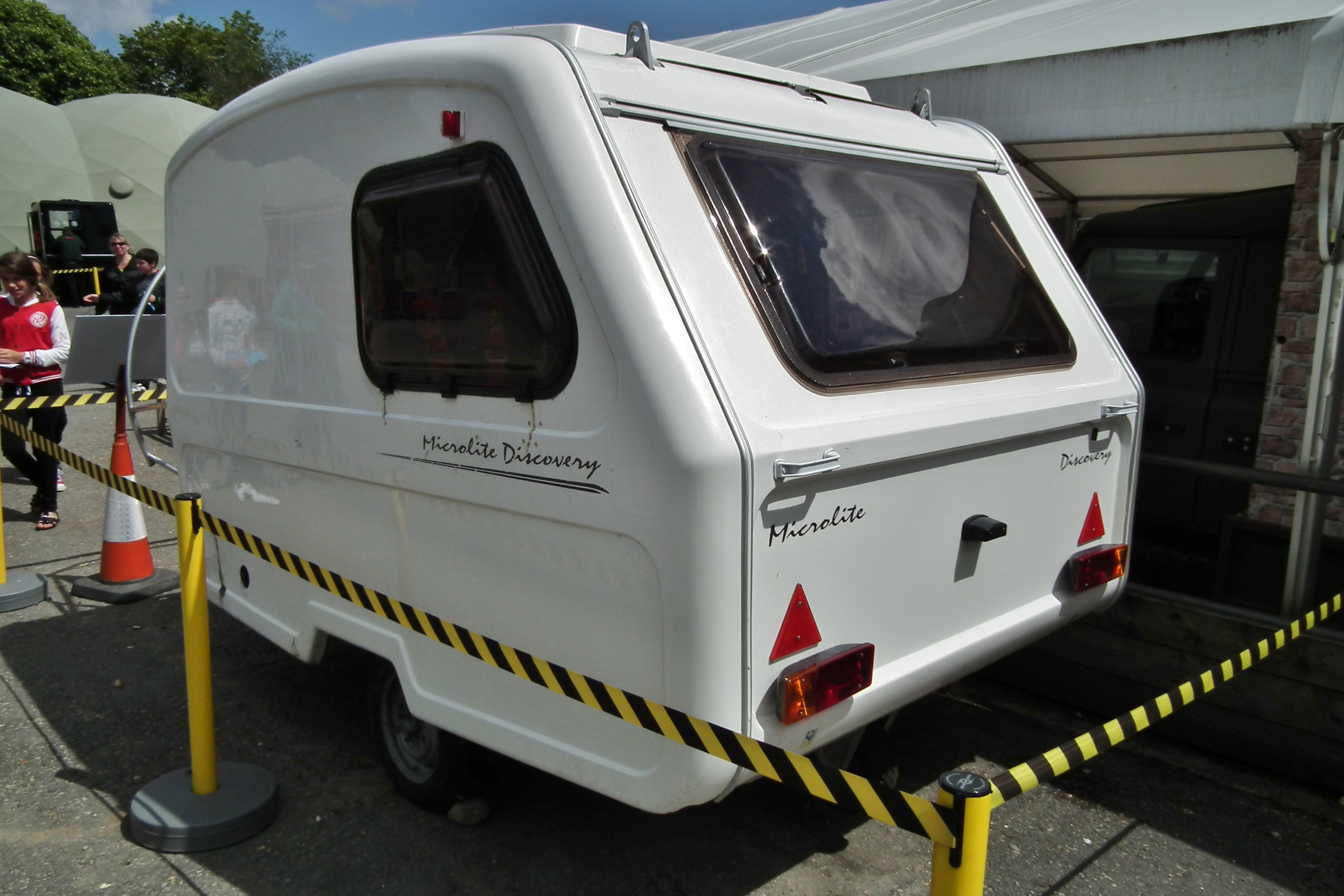
Niewiadów N-126 w Anglii

- Rama podwozia:     spawana z kształtowników stalowych
- Zawieszenie:           niezależne typu Neidharta z wałkami gumowymi
- Nadwozie:               skorupowe z laminatu poliestrowo-szklanego[1]
- Rozstaw kół:           1500 mm
- Koła:                       4.00Bx12 (dętkowe); 4.00Bx12A-H2 (bezdętkowe)
- Rozstaw śrub kół:   4x190 lub 4x98
- Opony:                   135 SR 12   /   135 R 12   /   135/80 R 12
- Lampy tył:               E549 lub E93C + E93D

## Wersje
| Wersja        | Zmiany |
| ------------- | --- |
| N-126standard | Pierwsza wersja, bez instalacji elektrycznej 220 V, bez zewnętrznego kufra na butle (4 osoby)                                        |
| N-126a        | Kufer zewnętrzny na butle (4 osoby), podnośnik pokrywy dachowej uchylny, zamek drzwi Yale, 4 okna nieotwierane                       |
| N-126b        | N-126a + instalacja 220 V, listwa mocowania przedsionka, zabezpieczenie otwartych drzwi; zamek drzwi Yale                            |
| N-126c        | N-126b + moskitiera, rączki manewrowe; podnośnik pokrywy dachowej nożycowy, zamek drzwi specjalny                                    |
| N-126d        | Zmieniony układ wnętrza (3 osoby), otwierane okna przód i tył; hamulec najazdowy + pompka elektryczna wody (tylko wersje eksportowe) |
| N-126e        | N-126c + otwierane okna przód i tył, pompka elektryczna wody                                                                         |
| N-126et       | N-126e + toaleta (2 osoby) |